# Adshardicus strasseri
Adshardicus strasseri är en mångfotingart som beskrevs av Sergei I. Golovatch 1981. Adshardicus strasseri ingår i släktet Adshardicus och familjen Anthroleucosomatidae. Inga underarter finns listade i Catalogue of Life.